# St.-Petersburg Tram Collection
De St.-Petersburg Tram Collection (SPTC) is een Russisch bedrijf dat schaalmodellen van trams maakt. Deze worden met de hand gemaakt.

## Kenmerken

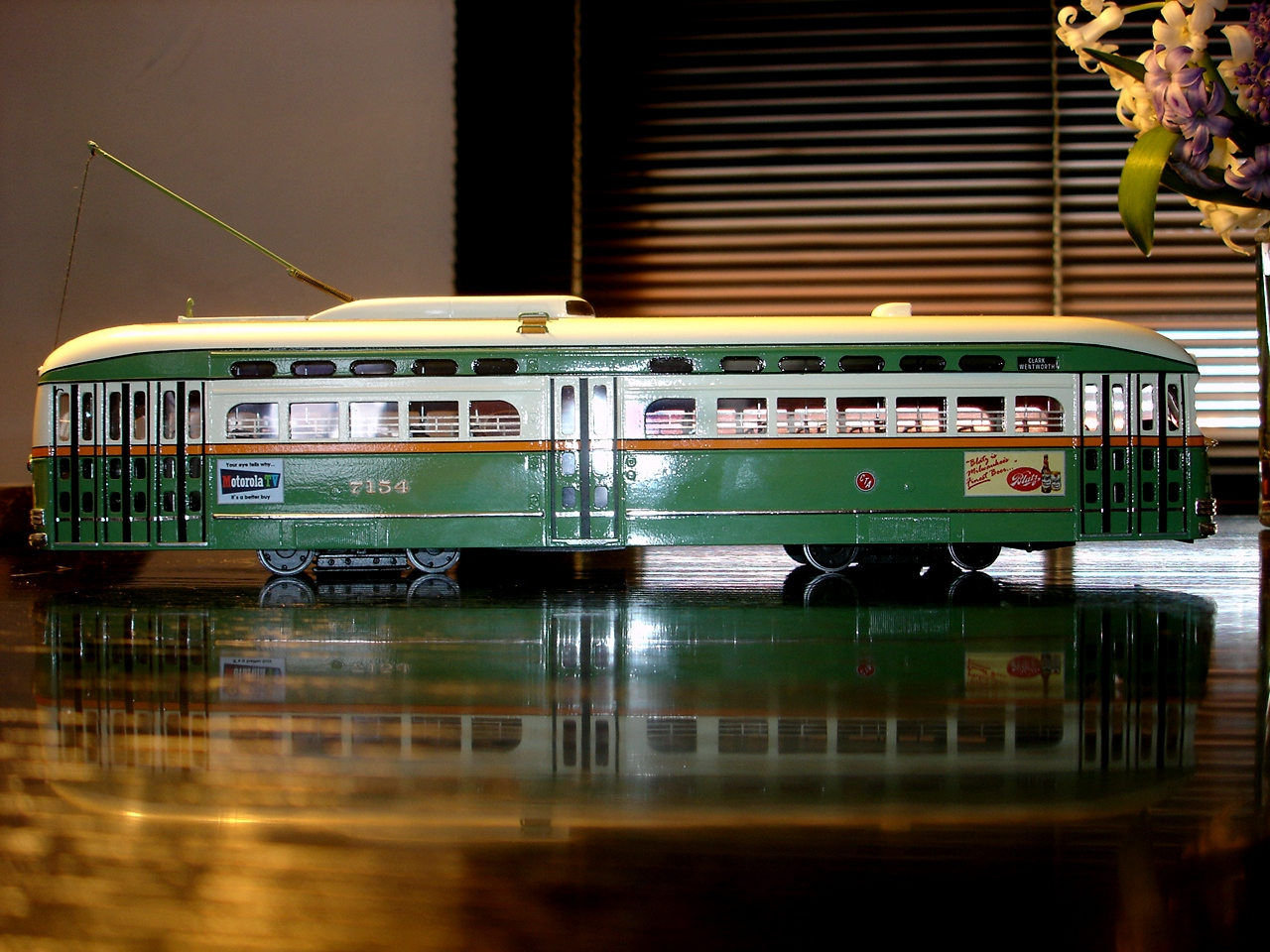
Een SPTC model van een Green Hornet (Chicago)

De filosofie van SPTC is het ontwerpen, ontwikkelen en construeren van precisiemodellen van trams in schaal 0. Daarnaast maakt zij ook modellen van trolleybussen, bussen, metrowagens en postwagens. De belangrijkste collectieonderdelen:
- De St.-Petersburg Collection – gericht op trammodellen uit Sint-Petersburg (Leningrad).
- Nostalgie Collection – gericht op trammodellen van over de gehele wereld. Het accent ligt echter op de PCC-car. Ook zijn enkele Engelse dubbeldekkertrams in deze serie ondergebracht en enkele andere Amerikaanse Peter Witt Cars.
- PCC that never were ("What If" project) – richt zich op het vervaardigen van modellen van PCC-cars die alleen maar op papier bestonden.
- Bus collection – deze richt zich op het vervaardigen van (trolley)busmodellen; de nadruk ligt op de Amerikaanse (trolley)bus.

SPTC is in 1996 opgericht en bracht eerst modellen uit van trams die in Sint-Petersburg dienstdeden of -doen. De reputatie van het bedrijf groeide en er kwamen vooral uit de Verenigde Staten veel vragen of SPTC modellen van PCC-cars wilde gaan maken. Deze trams vormen nu het hoofdbestanddeel van de catalogus.
Alle modellen worden in gelimiteerde oplages – tussen de 10 en de 100 stuks – uitgebracht.
De Europese schaalmodellen worden in schaal 1 op 43; de Amerikaanse in 1 op 48 en de Japanse in schaal 1:45 uitgebracht. Dit betekent dat een tram van 15 meter in model ongeveer 30 centimeter lang is.